# Bonson (raper)
Damian Adrian Kowalski ps. Bonson, Bonus, Bons (ur. 29 marca 1990 w Szczecinie) – polski raper, reprezentant szczecińskiej sceny hip-hopowej. Członek zespołów BonSoul, BBQ, Almost Famous oraz kolektywu SB Maffija oraz Stoprocent. Współtworzy także duety wraz z Matkiem, Brusem oraz Laikike1. Bonson współpracował ponadto m.in. z takimi wykonawcami jak: Quebonafide, Buczer, Rena, Chada, Gruby Mielzky, Sobota, Hukos, Cira, 2sty, Planet ANM, KPSN, Gedz, Mam Na Imię Aleksander, Białas, Tede, VNM, Wu, Pih, TMK aka Piekielny, Troom oraz Sarius.

## Dyskografia

### Albumy
| Tytuł                                                       | Dane dot. albumu                                              | Pozycja na liście | Sprzedaż      |
| Tytuł                                                       | Dane dot. albumu                                              | POL               | Sprzedaż      |
| ----------------------------------------------------------- | ------------------------------------------------------------- | ----------------- | ------------- |
| Historia po pewnej historii (oraz Matek)                    | - Data: 11 czerwca 2011 - Wydawca: brak (nielegal)            | 27                |               |
| O nas się nie martw (oraz Matek)                            | - Data: 5 kwietnia 2014 - Wydawca: StoProcent/Fonografika     | 4                 |               |
| MVP (oraz Matek)                                            | - Data: 16 grudnia 2014 - Wydawca: StoProcent/My Music        | 31                | - POL: 6 000+ |
| Znany i lubiany                                             | - Data: 6 maja 2016 - Wydawca: StoPro Rap/My Music            | 5                 |               |
| Almost Famous (oraz LaikIke1, Soulpete; jako Almost Famous) | - Data: 18 lutego 2017 - Wydawca: brak (nielegal)             | –                 |               |
| Postanawia umrzeć                                           | - Data: 26 stycznia 2018 - Wydawca: StoPro Rap/My Music       | 1                 |               |
| ReStart (oraz Soulpete; jako BonSoul)                       | - Data: 12 września 2019 - Wydawca: Asfalt Records            | 4                 |               |
| Królu złoty                                                 | - Data: 27 marca 2020 - Wydawca: Def Jam Recordings Poland    | 2                 |               |
| Diabeł stróż                                                | - Data: 12 sierpnia 2022 - Wydawca: Def Jam Recordings Poland | 1                 |               |
| Refluks (oraz Soulpete; jako BonSoul)                       | - Data: 23 sierpnia 2023 - Wydawca: SoRaw Records             | –                 |               |
| Baletmistrz                                                 | - Data: 27 września 2024 - Wydawca: Def Jam Recordings Poland | 8                 |               |
| „–” oznacza, że album nie był notowany na danej liście.     |                                                               |                   |               |

### Minialbumy
| Tytuł                                                  | Dane dot. albumu                                  |
| ------------------------------------------------------ | ------------------------------------------------- |
| Wspomnienia z domu umarłych EP (oraz Matek)            | - Data: 2008 - Wydawca: brak (nielegal)           |
| EP Ci W D (oraz Brus)                                  | - Data: 2010 - Wydawca: brak (nielegal)           |
| Lepiej się witać (oraz Soulpete; jako BonSoul)         | - Data: 6 czerwca 2010 - Wydawca: brak (nielegal) |
| Lepiej nie pytać (oraz Soulpete; jako BonSoul)         | - Data: 18 czerwca 2015 - Wydawca: EtRecs         |
| Przybij pięć (oraz Matek)                              | - Data: 6 maja 2016 - Wydawca: StoPro Rap         |
| Lepiej nie wnikać (oraz Soulpete; jako BonSoul)        | - Data: 28 sierpnia 2017 - Wydawca: SoRaw Records |
| Kiwka fifka rap do piwka (oraz Soulpete; jako BonSoul) | - Data: 24 sierpnia 2018 - Wydawca: SoRaw Records |

### Single
| PMM – „Pewnego razu w Szczecinie” (gościnnie: Łona, Bonson)          | 2013 | 2  | Zatrzymać gniew |
| „Mówią, że mam problem” (oraz Planet ANM)                            | 2013 | –  | –               |
| „Wracam do domu” (oraz Matek; gościnnie: Masia)                      | 2014 | 43 | MVP             |
| eMCeeM – „Świat nie jest gotów” (gościnnie: Bonson, Magda Baś)       | 2016 | –  | Endemit         |
| „Trzy korony” (oraz Sobota, Matheo, Bilon, Anna Karwan, Kieru, Wini) | 2016 | –  | –               |
| „Ostatni Taki” (oraz Reno, KPSN)                                     | 2018 | –  | –               |
| „Najlepsze rzeczy”                                                   | 2020 | –  | Królu złoty     |
| „–” singel nie był notowany.                                         |      |    |                 |

### Inne
| Album                                                 | Rok  | Uwagi                                                                  | Źródło |
| ----------------------------------------------------- | ---- | ---------------------------------------------------------------------- | ------ |
| Kosaaa – Muzyka ironii                                | 2009 | gościnnie rap w utworze „Jeden krok”                                   | [ 29 ] |
| Kosaaa – Wszystko jedno                               | 2009 | gościnnie rap w utworach „Wszystko jedno” i „Kiedyś tak się stanie”    | [ 30 ] |
| MaRiO BK – Nic po myśli EP                            | 2010 | gościnnie rap w utworze „Ostatni raz”                                  | [ 31 ] |
| Planet ANM – Konstelacja                              | 2010 | gościnnie rap w utworze „Dzieciak”                                     | [ 32 ] |
| Rombek – Wolność                                      | 2010 | gościnnie rap w utworze „Jakbyś pytał”                                 | [ 33 ] |
| Orzeu – Idealne proporcje EP                          | 2010 | gościnnie rap w utworze „W imię wiary”                                 | [ 34 ] |
| MaRiO BK – Wciśnij play                               | 2011 | gościnnie rap w utworze „Chcemy żyć”                                   | [ 35 ] |
| Spec & Grucha – Goście                                | 2011 | gościnnie rap w utworze „Nie miej mi za złe”                           | [ 36 ] |
| Popkiller młode wilki (kompilacja)                    | 2011 | rap w utworach „Kilka rzeczy” i „Na front”                             | [ 37 ] |
| Solar, Białas – Z ostatniej ławki                     | 2011 | gościnnie rap w utworze „Nienormalnie”                                 | [ 38 ] |
| Projekt Ganges – Kontrasty                            | 2011 | gościnnie rap w utworze „Znowu zrobili z nas błaznów”                  | [ 39 ] |
| 101 Decybeli – Pomiędzy bitami                        | 2011 | gościnnie rap w utworze „Magia kina Remix”                             | [ 40 ] |
| Projekt Nasłuch – Nieznani sprawcy                    | 2011 | gościnnie rap w utworze „Dobre chłopaki”                               | [ 41 ] |
| Małaz – Niewygodny gracz                              | 2011 | gościnnie rap w utworze „Nie wiń mnie”                                 | [ 42 ] |
| 300 Mil Projekt – 300 mil projekt                     | 2012 | gościnnie rap w utworze „Zamieńmy słowo”                               | [ 43 ] |
| Bogu Bogdan – Wdech i wydech                          | 2012 | gościnnie rap w utworze „Czas zdmuchnąć już kurz”                      | [ 44 ] |
| Raca, DonDe – Konsument ludzkich sumień               | 2012 | gościnnie rap w utworze „Nie jest jak dawniej”                         | [ 45 ] |
| Chada – Jeden z Was                                   | 2012 | gościnnie rap w utworze „Niesiemy prawdę 2”                            | [ 46 ] |
| Gruby Mielzky – Silny jak nigdy, wkurwiony jak zwykle | 2012 | gościnnie rap w utworze „Wołam Cię”                                    | [ 47 ] |
| Pjentak, Siejek, Rin, Zbylu – LP                      | 2012 | gościnnie rap w utworze „Rozegram to po swojemu”                       | [ 48 ] |
| Temate – Tematycznie                                  | 2013 | gościnnie rap w utworze „Lepiej przestań”                              | [ 49 ] |
| Dondi – Młoda krew                                    | 2013 | gościnnie rap w utworze „Młoda krew”                                   | [ 50 ] |
| Kajman – Prototyp                                     | 2013 | gościnnie rap w utworze „Atak klonów”                                  | [ 51 ] |
| Szops – Goodlife                                      | 2013 | gościnnie rap w utworach „Moja walka” i „Łańcuch przeżyć”              | [ 52 ] |
| Hukos, Cira – Głodni z natury                         | 2013 | gościnnie rap w utworze „Głodni z natury”                              | [ 53 ] |
| 2sty – Puzzle                                         | 2013 | gościnnie rap w utworze „Kontroluję prędkość”                          | [ 54 ] |
| PMM – Zatrzymać gniew                                 | 2013 | gościnnie rap w utworze „Pewnego razu w Szczecinie”                    | [ 55 ] |
| Planet ANM, Eljot Sounds – Pas Oriona                 | 2013 | gościnnie rap w utworze „Nie odchodzę”                                 | [ 56 ] |
| Buczer – Utrapiony                                    | 2013 | gościnnie rap w utworze „Nie ma jednej prawdy”                         | [ 57 ] |
| Deobson – Oddycham                                    | 2013 | gościnnie rap w utworze „Ten czas w tym miejscu 2012”                  | [ 58 ] |
| Z.B.U.K.U – Że życie ma sens                          | 2013 | gościnnie rap w utworze „Dupy kumple blanty rap”                       | [ 59 ] |
| Sobota – Dziesięć przykazań                           | 2013 | gościnnie rap w utworze „XI. Kochaj bliźniego swego jak siebie samego” | [ 60 ] |
| Rena – Uliczna psychologia                            | 2013 | gościnnie rap w utworze „Choćby twa nienawiść miała moc”               | [ 61 ] |
| TrooM X Ka-meal – Primus Luporum                      | 2014 | gościnnie rap w utworze „Amen”                                         | [ 62 ] |
| WhiteHouse – Kodex 5 Elements                         | 2014 | gościnnie rap w utworze „#DavidMoyes”                                  | [ 63 ] |
| JodSen – Wielkie sny                                  | 2014 | gościnnie rap w utworze „Zimne ognie”                                  | [ 64 ] |
| Pawbeats – Utopia                                     | 2014 | gościnnie rap w utworze „Dzień polarny”                                | [ 65 ] |
| Rozbójnik Alibaba, Jan Borysewicz – Bal maturalny     | 2014 | gościnnie rap w utworze „Nie ma mnie”                                  | [ 66 ] |
| Paciwo & Rockets Beats – Miasto grzechu               | 2014 | gościnnie rap w utworze „Blask spadających gwiazd”                     | [ 67 ] |
| King TomB, Białas – BooKING Mixtape                   | 2015 | gościnnie rap w utworze „Chcę być cały w”                              | [ 68 ] |
| Wini – Głodny duch                                    | 2015 | gościnnie rap w utworze „Nikt poza nami”                               | [ 69 ] |
| Lucky Dice Radio – New Order (kompilacja)             | 2015 | rap w utworze „16 rano”                                                | [ 70 ] |
| Drużyna mistrzów 3 (kompilacja)                       | 2015 | rap w utworze „Do końca”                                               | [ 71 ] |
| Empiria – Moja Empiria                                | 2015 | gościnnie rap w utworze „Zabierz mnie stąd”                            | [ 72 ] |
| Sobota – Sobota                                       | 2015 | gościnnie rap w utworze „Łatwo powiedzieć”                             | [ 73 ] |
| NNFOF – No Name Fuck The Fame                         | 2015 | gościnnie rap w utworze „To miasto nienawidzi nas”                     | [ 74 ] |
| TKZetor – Swołocz projekt                             | 2015 | gościnnie rap w utworze „Na szczyt”                                    |        |
| The Returnern – Nowa stara szkoła                     | 2016 | gościnnie rap w utworze „BBQ”                                          |        |
| Sarius x Soulpete – Zero Starań EP                    | 2016 | gościnnie rap w utworze „OEZU”                                         |        |
| 101 Decybeli – Echo                                   | 2016 | gościnnie rap w utworze „Albo Oni Albo My” i „Ostatnia szansa”         |        |
| Maxim – Maximus                                       | 2016 | gościnnie rap w utworze „Wszyscy Są Na Nie”                            |        |
| Białas – H8M4                                         | 2016 | gościnnie rap w utworze „Mam dość”                                     |        |
| Dj Ace – CUTADDIX 2                                   | 2016 | gościnnie rap w utworze „Keep it Real”                                 |        |
| Drużyna Mistrzów 4: Moc Motywacji (kompilacja)        | 2016 | gościnny rap w utworze „Nie zatrzyma nikt”                             | [ 75 ] |
| KPSN – Jeszcze nie teraz?                             | 2017 | gościnnie rap w utworze „Chyba tam byłem”                              |        |
| Głowa PMM – Jak nie teraz, to kiedy?                  | 2017 | gościnnie rap w utworze „Celebrujemy”                                  |        |
| Hyziu – Samo H                                        | 2017 | gościnnie rap w utworze „Wyrwać się”                                   |        |
| WSRH – Zenit EP                                       | 2017 | gościnnie rap w utworze „Nie przyszliśmy 2”                            |        |
| Enson – Kan Wa Kan                                    | 2017 | gościnnie rap w utworze „Niedoścignienie”                              |        |
| Karwel – Talent lub normalność                        | 2017 | gościnnie rap w utworze „Lalaland”                                     |        |
| Tragarze – Tragarze                                   | 2017 | gościnnie rap w utworze „Paranoje”                                     |        |
| Projekt Nasłuch – Dobre Chłopaki                      | 2018 | gościnnie rap w utworze „Dobre chłopaki II”                            |        |
| Eripe – Serial Killers                                | 2018 | gościnnie rap w utworze „Jazda bez trzymanki”                          |        |
| Penx – Michał LP                                      | 2018 | gościnnie rap w utworze „Touch my barz”                                |        |
| Avi – Spis Dzieł Sycylijskich (oraz Louis Villain)    | 2019 | gościnnie rap w utworze „Jak mam żyć”                                  | [ 76 ] |
| Grimmy – Brawurowo i pusto                            | 2020 | gościnnie rap w utworze „Nauczyłem się do barów chodzić sam”           | [ 77 ] |

## Teledyski

### Solowe
| Tytuł                      | Rok  | Reżyseria                         | Album             | Źródło |
| -------------------------- | ---- | --------------------------------- | ----------------- | ------ |
| „Kupiłem sobie spluwę”     | 2016 | Punkt Widzenia Studio             | Znany i lubiany   | [ 78 ] |
| „Siksy, miksy i techniksy” | 2016 | Piotr Pelo Gołdych                | Znany i lubiany   | [ 79 ] |
| „Tłusty rap”               | 2016 | –                                 | Znany i lubiany   | [ 80 ] |
| „Tylko biznes”             | 2016 | –                                 | Znany i lubiany   | [ 81 ] |
| „Młody Bóg”                | 2016 | Łukasz Kosy, Ewelina Marcinkowska | Znany i lubiany   | [ 82 ] |
| „Postanawia umrzeć”        | 2017 | Błażej Jankowiak                  | Postanawia umrzeć | [ 83 ] |
| „Coś więcej”               | 2018 | Stoprocent                        | Postanawia umrzeć | [ 84 ] |

### Współpraca
| Tytuł                                                                  | Rok  | Reżyseria                       | Album                       | Źródło  |
| ---------------------------------------------------------------------- | ---- | ------------------------------- | --------------------------- | ------- |
| „Rok później” (oraz Matek)                                             | 2011 | evileyestudio                   | Historia po pewnej historii | [ 85 ]  |
| „Ich już nie ma” (oraz Matek)                                          | 2012 | R5Films                         | Historia po pewnej historii | [ 86 ]  |
| „Co mi zrobisz jak mnie złapiesz?” (oraz Matek)                        | 2012 | –                               | –                           | [ 87 ]  |
| „Mówią, że mam problem” (oraz Planet ANM)                              | 2013 | SoGood2SeeUs                    | –                           | [ 88 ]  |
| „Wiem co stracę” (oraz Matek)                                          | 2014 | 9Liter Filmy                    | O nas się nie martw         | [ 89 ]  |
| „Umiem robić sobie wrogów” (oraz Matek)                                | 2014 | Michał Jarczyk                  | O nas się nie martw         | [ 90 ]  |
| „Mama I Did It” (oraz Matek)                                           | 2014 | A1 Videos                       | MVP                         | [ 91 ]  |
| „Wracam do domu” (oraz Matek; gościnnie: Masia)                        | 2014 | Weronika Fenske                 | MVP                         | [ 92 ]  |
| „Być może” (oraz Matek)                                                | 2014 | 9Liter Filmy                    | MVP                         | [ 93 ]  |
| „Szeregi zwarte” (oraz Soulpete; jako BonSoul)                         | 2015 | Arik                            | Lepiej nie pytać            | [ 94 ]  |
| „Kilka minut później” (oraz Soulpete; jako BonSoul; gościnnie: DJ Ace) | 2015 | GRZVideos                       | Lepiej nie pytać            | [ 95 ]  |
| „Lepiej nie pytać” (oraz Soulpete; jako BonSoul)                       | 2015 | GRZVideos                       | Lepiej nie pytać            | [ 96 ]  |
| „Dobry wieczór” (oraz Soulpete; jako BonSoul; gościnnie: DJ Ace)       | 2015 | GRZVideos                       | Lepiej nie pytać            | [ 97 ]  |
| „To znowu BS” (oraz Soulpete; jako BonSoul)                            | 2015 | GRZVideos                       | Lepiej nie pytać            | [ 98 ]  |
| „Siema! Cześć!” (oraz Soulpete; jako BonSoul)                          | 2016 | GRZVideos                       | Lepiej nie pytać            | [ 99 ]  |
| „Chcesz mnie poznać” (oraz Roma)                                       | 2017 | Piotr Gołdych, Michał Bączyński | Postanawia umrzeć           | [ 100 ] |
| „Border” (oraz Flojd, KPSN, DJ Te)                                     | 2017 | –                               | Postanawia umrzeć           | [ 101 ] |

### Gościnnie
| Tytuł                                                                                   | Rok  | Reżyseria           | Album                     | Źródło  |
| --------------------------------------------------------------------------------------- | ---- | ------------------- | ------------------------- | ------- |
| Temate – „Lepiej przestań” (gościnnie: Bonson)                                          | 2012 | New Decade Media    | Tematycznie               | [ 102 ] |
| Raca, DonDe – „Nie jest jak dawniej” (gościnnie: Bonson)                                | 2012 | Euforia Productions | Konsument ludzkich sumień | [ 103 ] |
| Małaz – „Nie wiń mnie” (gościnnie: Bonson, TuszNaRękach)                                | 2012 | OGFilms             | Niewygodny gracz          | [ 104 ] |
| Buczer – „Nie ma jednej prawdy” (gościnnie: Bonson)                                     | 2013 | –                   | Utrapiony                 | [ 57 ]  |
| Hukos, Cira – „Głodni z natury” (gościnnie: Bonson, Praktis, Sheller, Bezczel, Pyskaty) | 2013 | Exformers           | Głodni z natury           | [ 53 ]  |
| JodSen – „Zimne ognie” (gościnnie: Bonson, Danny)                                       | 2014 | Nixon Production    | Wielkie sny               | [ 105 ] |
| Pawbeats – „Dzień polarny” (gościnnie: Jinx, Miuosh, Bonson, Onar)                      | 2014 | ML Filmz            | Utopia                    | [ 65 ]  |
| NNFOF – „To miasto nienawidzi nas” (gościnnie: Bonson, Green)                           | 2015 | Splot Media         | No Name Fuck The Fame     | [ 74 ]  |
| eMCeeM – „Świat nie jest gotów” (gościnnie: Bonson, Magda Baś)                          | 2016 | Moher               | Endemit                   | [ 106 ] |
| Matek – „Puzzle” (gościnnie: Bonson)                                                    | 2018 | Stoprocent          | Płyta Matka               | [ 107 ] |

### Inne
| Tytuł                                                                   | Rok  | Reżyseria       | Album | Źródło  |
| ----------------------------------------------------------------------- | ---- | --------------- | ----- | ------- |
| Sobota, Bonson, Bilon, Anna Karwan, Kieru, Wini, Matheo – „Trzy korony” | 2016 | Maciej Kawulski | –     | [ 108 ] |
| Sarius, Eripe, Bonson – „Raptoor”                                       | 2016 | Adrian Kawa     | –     | [ 109 ] |

## Nagrody i wyróżnienia
| Rok  | Kategoria | Tytułem                    | Nagroda     | Nota      | Źródło  |
| ---- | --------- | -------------------------- | ----------- | --------- | ------- |
| 2015 | Klip roku | „Umiem robić sobie wrogów” | Sztosy 2014 | Nominacja | [ 110 ] |